# Преліпка
Преліпка (рум. Prelipca) — село у повіті Сучава в Румунії. Адміністративно підпорядковане місту Салча.
Село розташоване на відстані 353 км на північ від Бухареста, 8 км на південний схід від Сучави, 105 км на північний захід від Ясс.

## Населення
За даними перепису населення 2002 року у селі проживали 1249 осіб, з них 1246 осіб (99,8%) румунів. Усі жителі села рідною мовою назвали румунську.